# プルーフ貨幣

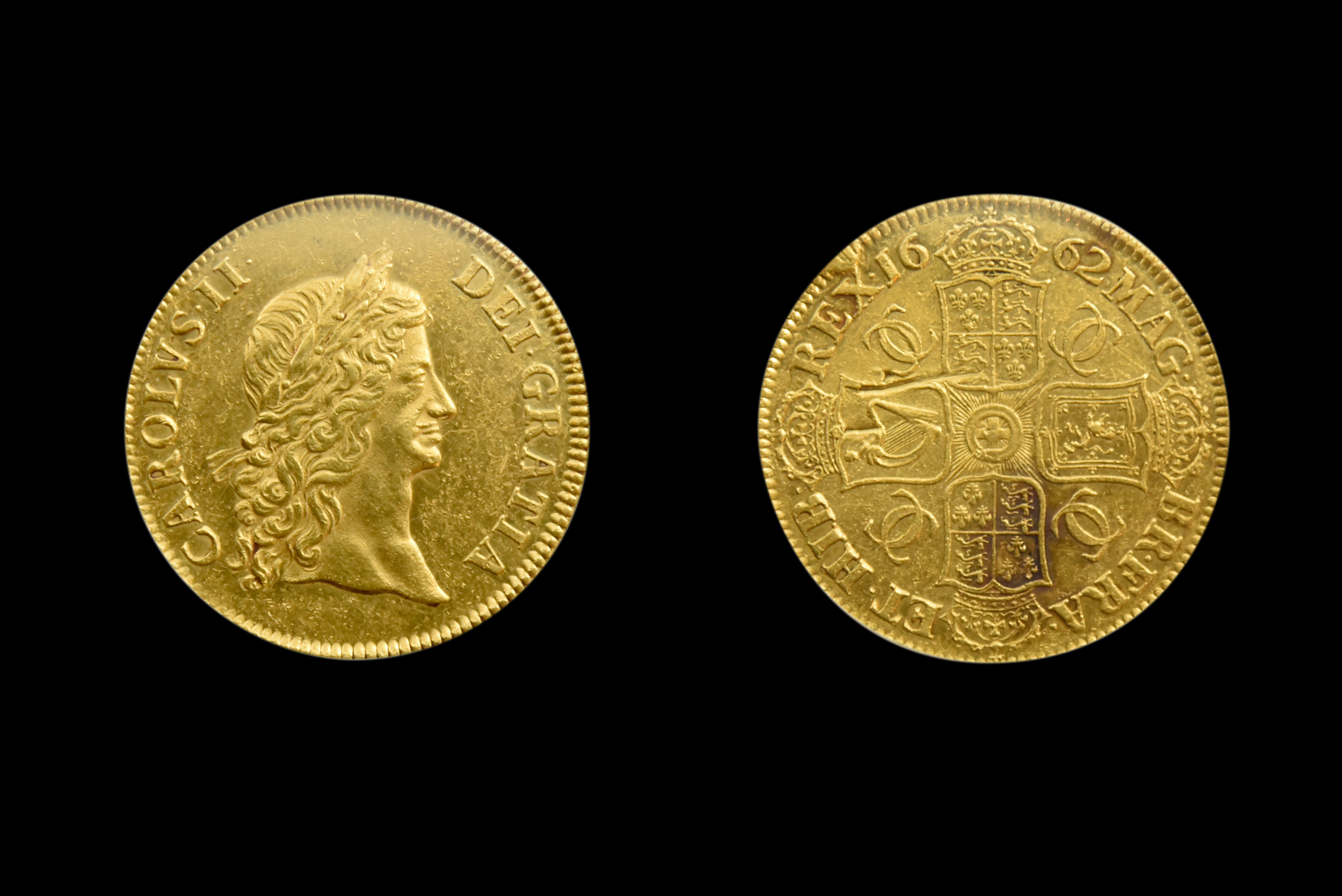
貨幣学上1662年のプルーフ貨幣の起源とされる貨幣

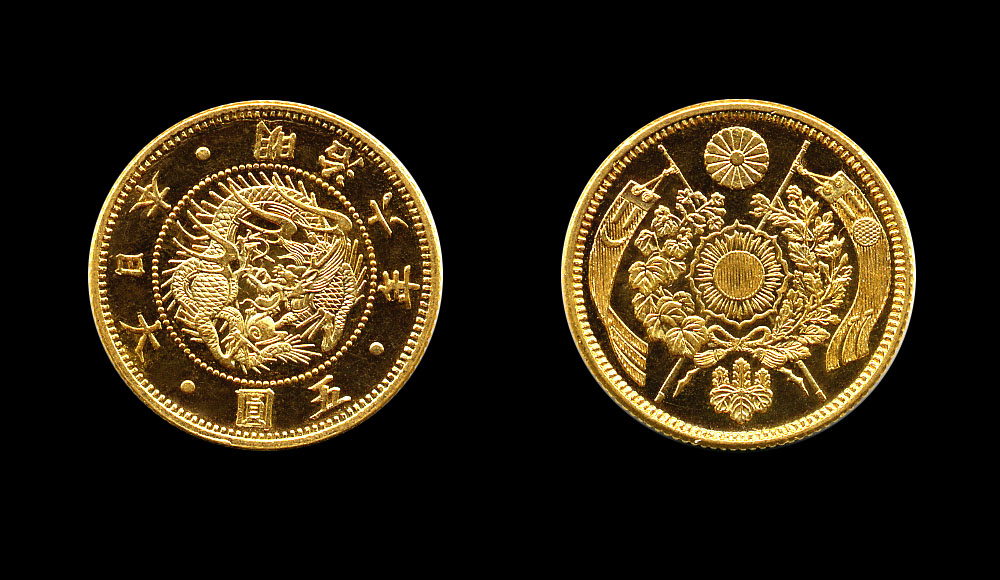
明治時代に既に存在した日本のプルーフ貨幣
5円金貨 明治6年（1873年）銘

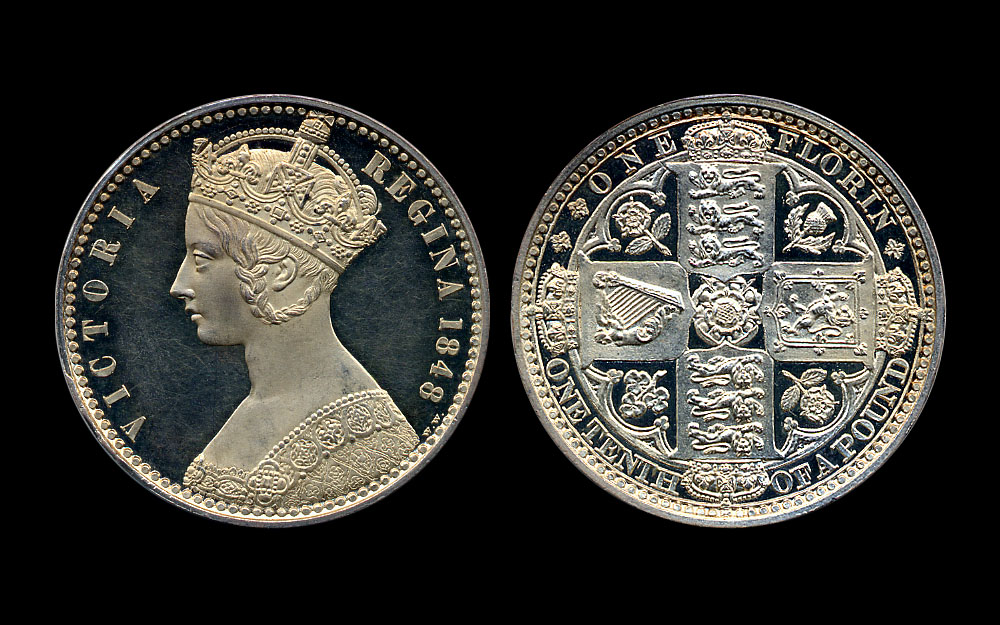
英国の1848年銘フローリン銀貨
完璧な状態のプルーフ試鋳貨

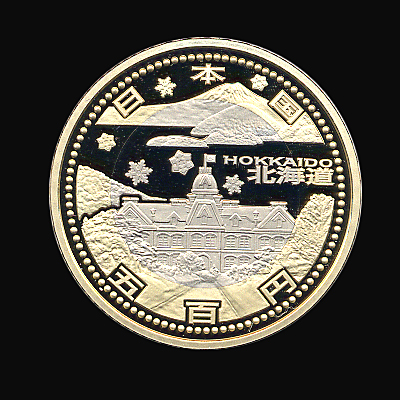
地方自治60周年記念硬貨
北海道の500円硬貨(表)2008年

プルーフ貨幣（プルーフかへい、英語: proof coin）とは、流通を目的としたコインではなく、収集家用に特殊な処理を施したコインである。
元々は流通用のコインを作る前の段階での試鋳貨のことであった（切手収集の世界では proof とは試刷切手のことを言う)。現在、コインの地肌が鏡面処理され、スクラッチ（擦り傷）やバッグマーク（当り傷）のないコインのことを言う。

## 歴史
プルーフ貨幣はイギリスで17世紀には既に存在していたことが確認されているが、正確な起源は不明である。日本では明治時代の金銀貨幣において、イギリス人技術者の指導の下、鋳造機や刻印の様々なテストを行った際に試験的に製造され、アメリカのシカゴ博覧会に展示する硬貨として製造したのが公式な最初の例である。その後、新しい硬貨が発行されるごとに試験的にプルーフ貨幣の製造も試みられたが、本格的に製造が開始されたのは1987年 （昭和62年） からである。
日本では、記念硬貨のみに限らず、昭和62年より、通常貨幣においてもプルーフ貨幣が製造されている。

## プルーフ貨幣の種類
フロステッドプルーフ
コインの地肌は鏡面仕上げ、図案の盛り上がった部分はつや消し（梨地など）仕上げ。英語では "frosted" や "cameo" という呼称もする。日本のプルーフ貨幣はこのタイプ。
ブリリアントプルーフ
コイン全体がツルツルに光沢を持った仕上げ。アメリカ合衆国や中南米のプルーフコインによく見られる。
マットプルーフ
コイン全体がマット（つや消し）仕上げのもの。イギリスのエドワード7世戴冠記念コインセット（1902年）などが代表作である。

## プルーフ貨幣の製造工程
貨幣の製造は極印（ごくいん）という金型を、円形（えんぎょう）という円板に打ち付け、ハンコのように模様を転写して行われる。これを圧印（あついん）と呼び、こうした製造の基本的な部分は通常貨幣もプルーフ貨幣も同じである。
しかしプルーフ貨幣の製造では、特別に磨き上げられた専用の極印が用意され、同じく特別に鏡面研磨された専用の円形に対して圧印が行われる。
そして通常貨幣では1工程内で1回の圧印であるが、プルーフ貨幣では鏡面および掘り込みを綺麗に転写するために2回以上の連続圧印が行われる。
圧印が1回だけだと極印の肖像画などの掘り込みの底面部分と円形の間に逃げ場を失い圧縮された空気溜まりが生じ、意図せぬてかりが発生して肖像画などのディテール（特に顔の表情など梨地部分）の転写の妨げとなるためである。
極印を少しだけ上昇させて一度型を開放し、再度（2回以上）圧印する事によって精細なディテールが転写される。
また圧印に用いるプレス機についても、従来はナックルジョイント型機械式プレス機が多用されてきたが、近年では世界中の造幣局で、型開き時の隙間を最小化制御でき、圧印時の圧力制御が可能である、高品質な油圧プレス機が多用されている。
なお連続圧印において型を開放する際に、極印と円形の間に空気中のゴミが紛れ込むと貨幣の表面にキズとして転写される恐れがあるため、プレス機はクリーンルームの中に設置される。
圧印後は目視検査を併用してキズはもちろん、鏡面の曇りや梨地（マット）部分のてかりが生じた不良品を除去する工程に移るが、ここでの作業もクリーンルームの中で行われるのが普通である。機械的に大量に製造する流通用の硬貨と異なり、厳しい品質管理の下で、非常に手間のかかる作業を経て出荷されている。
なお現在の日本のプルーフ硬貨は、刻印後に湿気などの原因で錆や曇りが出ないように、特殊な樹脂の防錆剤を塗布している。

## 準プルーフ貨幣
日本では、以前はこの磨き上げた極印は、プルーフ貨幣を製造後に通常貨の製造に使用されていたので、通常の流通硬貨の中にも、鏡面に近い状態の硬貨が時折見受けられた。このような硬貨を「準プルーフ貨幣（prooflike coin）」と言う。なお現在の日本では通常の流通貨とプルーフ貨幣では、製造時のプレス機が異なるので、プルーフ貨幣の極印を流通貨のプレス機に流用することは出来ず、完全に別々の工程で製造されている。
近年の流通貨は、摩耗がなく状態が良好であればそれなりの鏡面状に仕上がってはいるが、圧印前の円形の処理状態が異なる関係で、準プルーフ貨幣と呼べるほど滑らかな鏡面光沢を呈するものは皆無である。強いて言えば、通常貨でも模様の凸部がつや消し調にデザインされている1円硬貨などが錯覚しやすい程度で、それも実物のプルーフ貨幣と比較すれば模様の鮮明さなどで劣るため、やはり準プルーフと呼べる質ではない。
図案の違う記念硬貨を受け付けない、イメージセンシングをする最新の自動販売機などでもプルーフ貨幣および、この準プルーフ貨幣は認識する。
日本の明治時代の金銀貨（3年銘～13年銘）には明らかなプルーフ貨幣が存在するが、硬貨の片面だけがプルーフ状の物や、一部分がプルーフ状になった物は多数見られる。この時代のプルーフ貨幣と準プルーフ貨幣の見分け方はミントラスターが生じているか否かが決め手となる。

## プルーフ貨幣の価値
現在各国の硬貨は、ほとんどの場合、通常のタイプとプルーフタイプが製造される。日本でも通常貨幣をはじめ、地方自治60周年の都道府県モチーフの500円硬貨には通常タイプとプルーフタイプが製造されている。基本的に通常タイプは流通を目的にしているのに対して、プルーフタイプはあくまで蒐集対象としての製造であるが、場合によっては、フランクリンミント社が圧印した中南米貨幣のように、ほとんどがプルーフタイプで、通常タイプの圧印数が極めて少ない例もある。
蒐集対象として製造されているプルーフ貨幣の取引の際に非常にシビアに扱われる。特に現行貨幣の場合では骨董的な価値が付かないため、貨幣セットのケースから取り出す際の不注意などでほんの僅かな傷が付いただけでも額面通りの価値として査定される事が普通である。

### 補注
1. ↑  貨幣学上最初のプルーフ貨幣とされるのは1662年銘のクラウン金・銀貨である[2]。また、金貨としては1729年銘の5ギニー金貨が世界最初のプルーフ金貨である。
2. ↑  造幣局ではプレス機で使用する刻印（こくいん）のことを極印（ごくいん）という呼び方をしているので、本項目では「極印」の標記に統一した。刻印も極印も意味は同じで硬貨を製造（打製）するための「はんこ」のような物である。英語では「die」という。
3. ↑  造幣局では圧印機（刻印を打ち付けるプレス機）で刻印（こくいん）を打つ前の円盤型材料のことを円形（えんぎょう）という呼び方をしているので、本項目では「円形」の標記に統一した。英語では「blank」という。